# Bob Burns

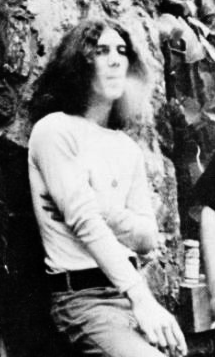
Bob Burns, 1973

Bob Burns, född 24 november 1950 i Jacksonville, Florida, död 3 april 2015 i Cartersville, Georgia, var en amerikansk musiker. Han spelade som trummis i sydstatsrock-bandet Lynyrd Skynyrd mellan åren 1964 och 1970 samt mellan 1973 och 1974. Burns lämnade bandet 1974 och ersattes av Artimus Pyle.
Han dog i en singelolycka med sin bil.